# 詹彬
詹彬（1520年—？），字汝宜，福建泉州府安溪縣人，民籍，明朝政治人物。

## 生平
嘉靖二十二年（1543年）癸卯科福建鄉試第六十二名舉人。嘉靖三十八年（1559年）中式己未科會試第一百六十三名，三甲第一百六十七名進士。

## 家族
曾祖詹靖，州同知；祖父詹廷賢；父詹賜，母陳氏。重庆下。弟桂、楙。